# Jörg Mortsiefer
Jörg Mortsiefer (* 1967 in Wuppertal) ist ein deutscher Ingenieur und Autor von Wanderführern.
Mortsiefer ist Diplom-Ingenieur und in der IT-Branche tätig. In seiner Freizeit durchwandert er die Gebiete zwischen Rhein, Ruhr, Lenne und Sieg. In seinen im Droste Verlag erschienenen Büchern beschreibt er Wanderstrecken unter besonderer Berücksichtigung der Lokalgeschichte. Einige Bücher befinden sich bereits in der mehrfachen Auflage. Ein weiterer Interessenschwerpunkt von Jörg Mortsiefer ist die Erforschung und der Denkmalschutz von Landwehren.

## Werke
- Der Wupperweg – Eine Wanderung in 12 Etappen. Droste Verlag, Düsseldorf, 2008, ISBN 978-3-77001286-2.
- 20 Wanderungen im Ennepe-Ruhr-Kreis. Nimm mich mit ins Grüne. Droste Verlag, 2010, ISBN 978-3-77001262-6.
- Wuppertal. Erlebniswanderungen rund um die Stadt. Dritte Auflage, Droste Verlag, 2012, ISBN 978-3-77001294-7.
- Bergische Rundwege: Wuppertaler Rundwege. Remscheider Röntgenweg, Solinger Klingenpfad. Erste Auflage, Droste Verlag, 2012, ISBN 978-3-77001425-5.